# Acronicta bicolor
Acronicta bicolor är en fjärilsart som beskrevs av Moore 1881. Acronicta bicolor ingår i släktet Acronicta och familjen nattflyn. Inga underarter finns listade i Catalogue of Life.